# Ferdinand Mazzoli
Pour les articles homonymes, voir Mazzoli.
Angelo Ferdinand Mazzoli, né le 5 mars 1821 à Saint-Pétersbourg (Russie) et mort le 4 mars 1893 à Toulouse (Haute-Garonne), est un peintre, dessinateur et illustrateur français.

## Biographie
Angelo-Ferdinand Mazzoli naît le 5 mars 1821 à Saint-Pétersbourg.
Il est le fils d'Angelo Mazzoli, né à Rome, et d'Henriette Quozig, née à Genève. La famille vient s'installer en France, d’abord à Montpellier en 1830, puis à Toulouse en 1832, où elle fait édifier l'hôtel Mazzoli, au 38 rue du Taur, à l'emplacement de l'ancien collège de Maguelonne. Il fait des études à la faculté de lettres et à l'école des beaux-arts de Toulouse.
À partir de 1863, il collabore à l’Illustration du Midi. Illustrateur des rues et des monuments de Toulouse, il reste connu pour sa série de dessins sur Le Vieux Toulouse disparu, qui laisse un témoignage souvent unique sur des édifices détruits.
Il a réalisé des lavis à partir de représentations qui lui sont antérieures.
Un grand nombre de ses dessins originaux sont conservés dans les musées de Toulouse (musée du Vieux Toulouse, musée Paul-Dupuy, musée des Augustins).
Son nom a été donné à une rue de Toulouse en 1940.

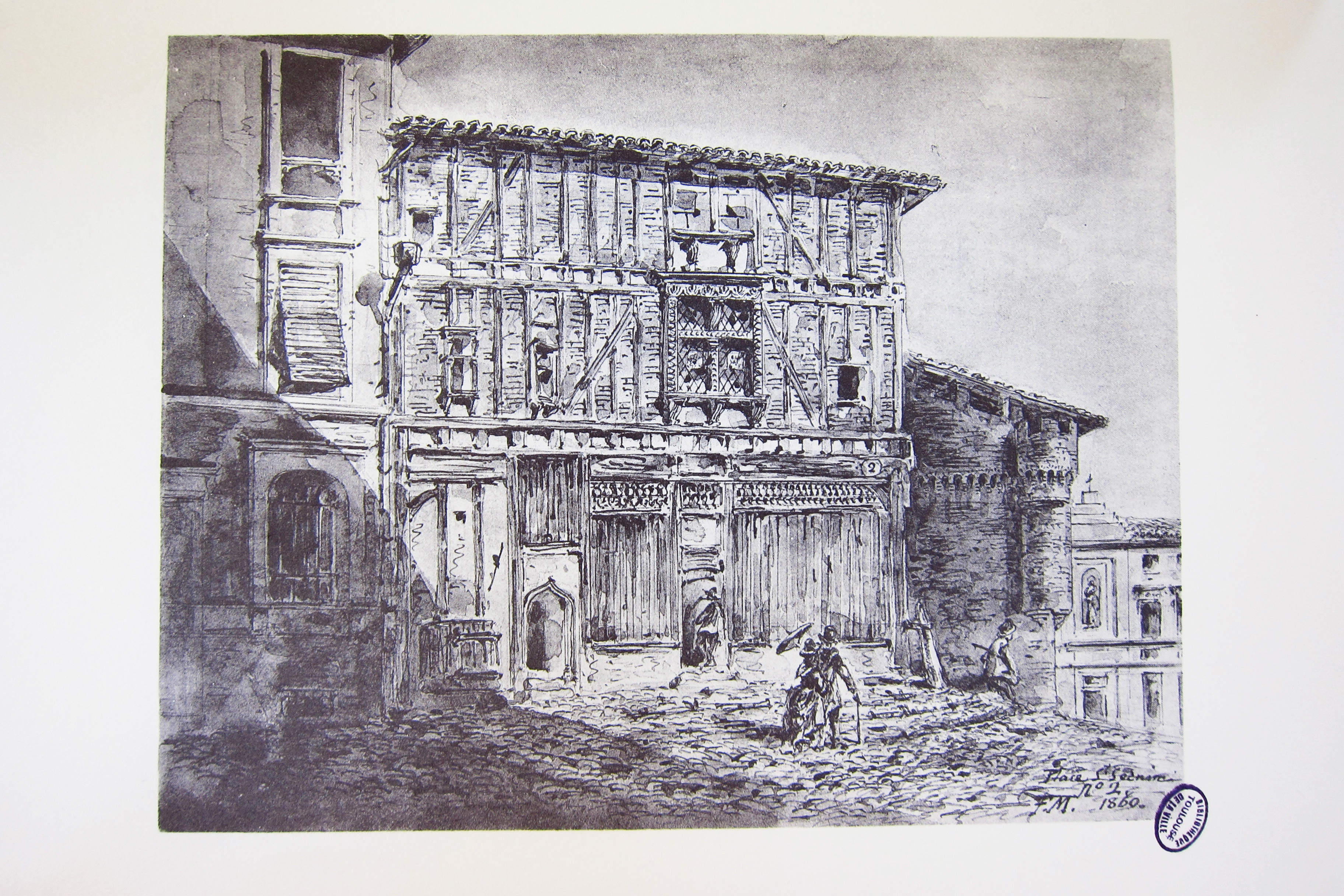
Place Saint-Sernin
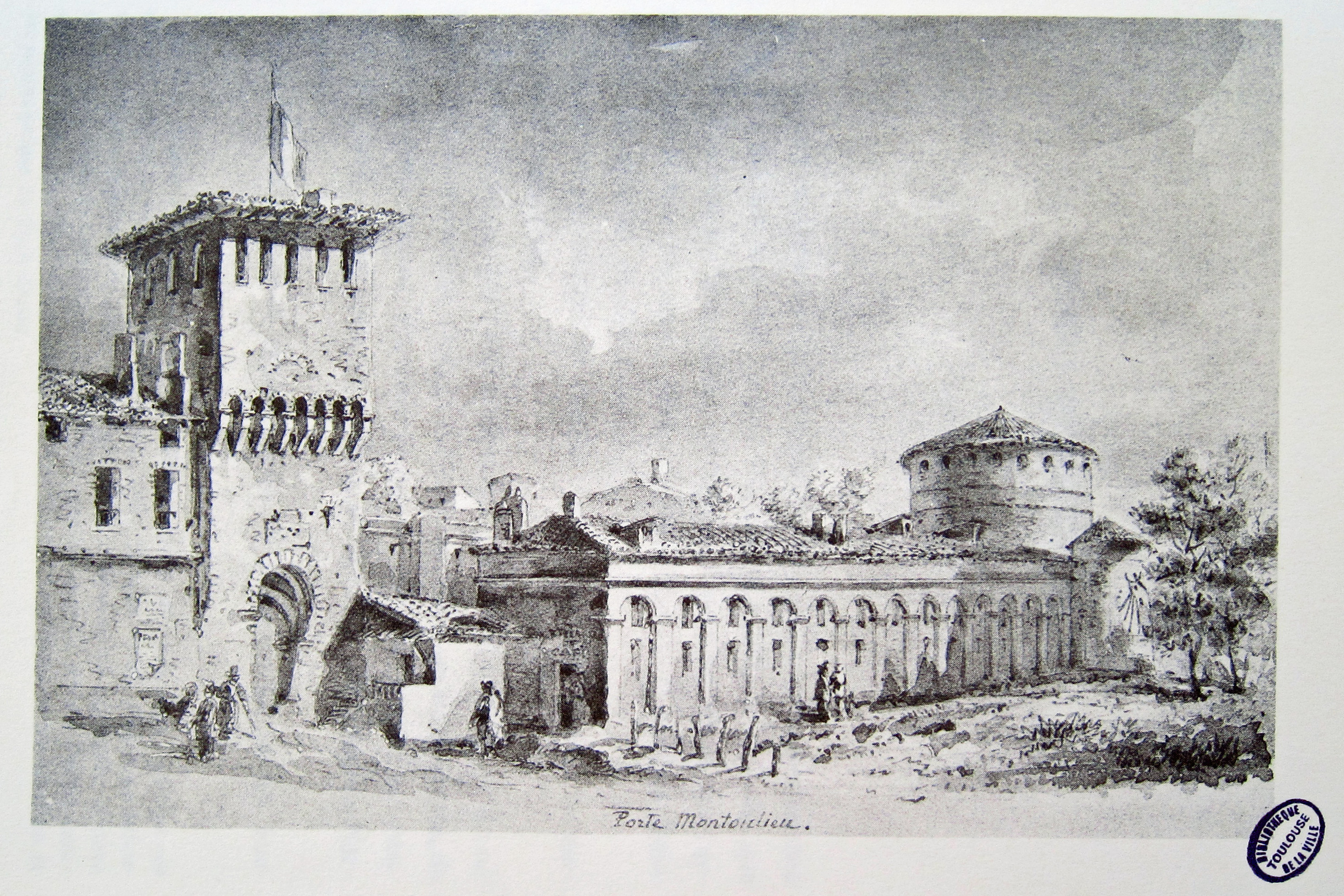
Porte Montoulieu
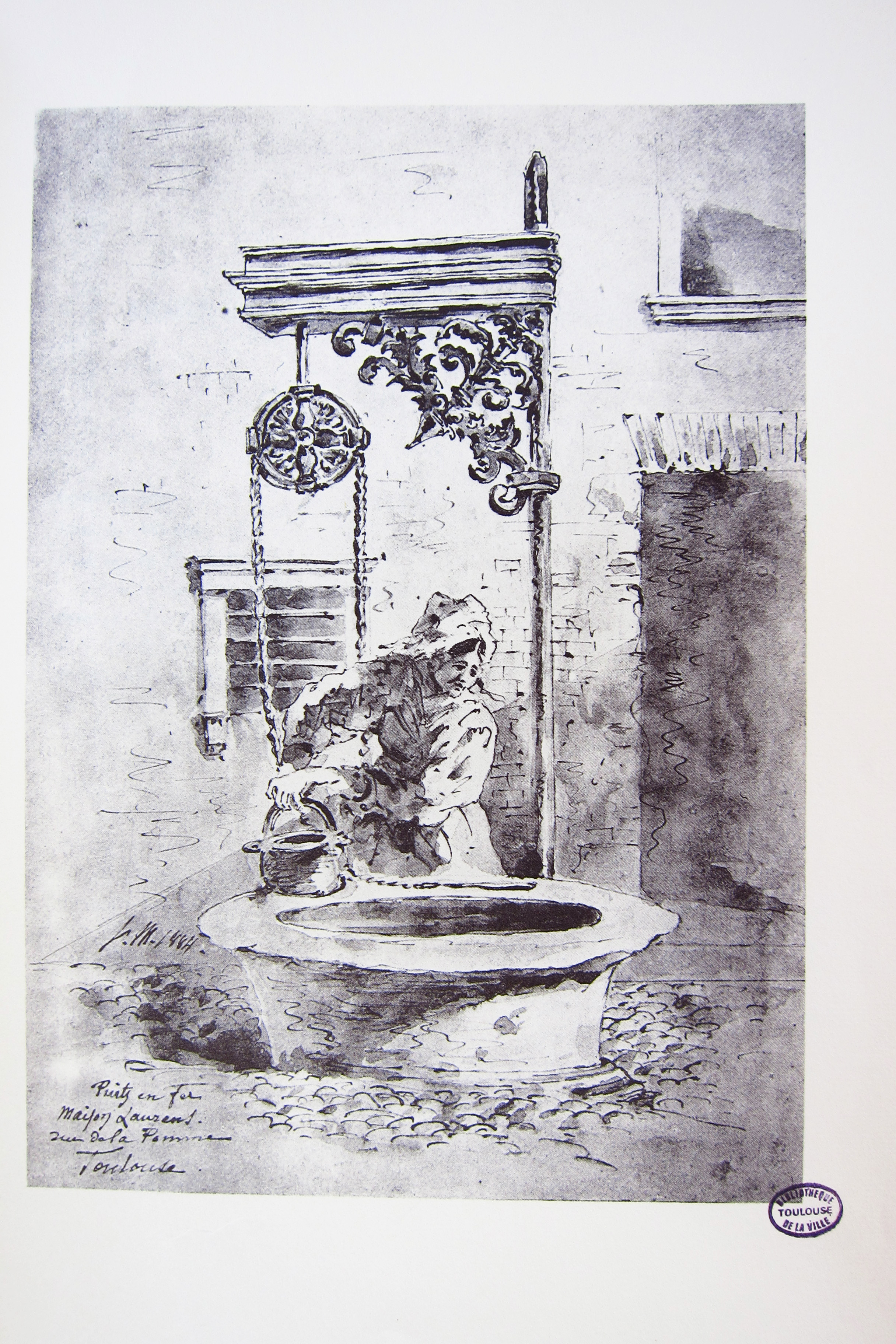
Rue de la Pomme

## Sources
- Pierre Salies, Dictionnaire des rues de Toulouse, 2 vol., Éd. Milan, Toulouse, 1990
- Archives nationales : Dossier de naturalisation d’Angelo Mazzoli (père), (et de ses deux fils) Cote: BB/11/632 9339 X5